# Supercoppa serba 2024 (pallavolo maschile)
La Supercoppa serba 2024, 14ª edizione della Supercoppa nazionale maschile di pallavolo, si è svolta il 28 settembre 2024: al torneo hanno partecipato due squadre di club serbe e la vittoria finale è andata per la sesta volta allo Stella Rossa.

## Formula
La formula ha previsto una gara unica.

## Squadre partecipanti
| Squadra      | Qualificazione                     |
| ------------ | ---------------------------------- |
| Stella Rossa | Vincitrice Superliga 2023-2024     |
| Vojvodina    | Vincitrice Coppa di Serbia 2023-24 |

## Torneo
| 28 settembre 2024 Sportska hala Smederevo, Smederevo Durata: 2h:08 - Spettatori: 1 800 | Stella Rossa | 3 - 2 | Vojvodina | 20-25, 25-19, 25-18, 21-25, 15-7 |